# Quotenstreit
Quotenstreit oder Quotenkampf ist ein Begriff der klassischen Kartelltheorie für eine besondere Konkurrenzform, die in Kartellen vom Typ des Quotenkartells oder des Syndikats auftrat.

## Organisatorische Voraussetzungen
Im Laufe des typischen Entwicklungswegs der Kartelle von bloßen Versammlungen zu komplexen Organisationsformen wurde es notwendig, von bloßen Preisabsprachen zur Kontrolle der Produktionsmengen überzugehen. Ein Instrument hierfür war die Quotierung, also die Zuweisung eines bestimmten Anteils an der zu verteilenden Nachfrage an jedes Kartell- oder Syndikatsmitglied. Dieser Anteil war in der Regel proportional zur Produktionskapazität dieser Unternehmen, entsprach also ihrer Produktionsstärke innerhalb des Kartells. Die Einhaltung der Quotierung musste allerdings überwacht und die konkreten Produktionskontingente zentral bestimmt werden. Dies geschah meist durch Zusammenlegung des Absatzes der Kartellmitglieder in einer zentralen Verkaufsstelle. Die Vorstufe oder Alternative dazu waren Vereinbarungen, die den Kartellorganen andere Möglichkeit zur Kontrolle des Absatzes der einzelnen Kartellmitglieder gab.

## Entstehung der Quotenkonkurrenz und ihre Folgen
Weil die kartellierten Produkte in der Regel preislich überteuert und deshalb hochprofitabel waren, strebten die Mitgliedsunternehmen notorisch nach einer möglichst hohen Quote, also einem höheren Profitanteil, als ihnen eigentlich zustand. In den Kartellversammlungen kam es durch solche Forderungen regelmäßig zu Konflikten, zu Quotenkämpfen. Verbandsmitglieder, die sich benachteiligt fühlten, wählten oft den Weg des Quotenrüstens, einer Kapazitätserweiterung gegen den Willen der anderen Kartellunternehmen, um ihre Quotenansprüche auf diese Weise durchzusetzen. Vereinbarungen zur Investitionsbegrenzung erwiesen sich als nicht auf Dauer durchsetzbar. Im Endeffekt entstanden in syndizierten Branchen erhebliche Überkapazitäten.
Ein in der Kartellgeschichte gut dokumentiertes Beispiel regelmäßiger Quotenkämpfe ist das Mitteldeutsche Braunkohlen-Syndikat, das zwischen 1909 und 1937 infolge überhöhter Forderungen beteiligter Bergwerksunternehmen mehrmals zerbrach. Besonders paradox wirkten die sogenannten Quotenschächte der Kaliindustrie, die nur zur Quotenerhöhung abgeteuft worden waren und dann umgehend stillgelegt wurden. Im syndizierten Kohlebergbau etwa des Ruhrgebiets gab es ebenfalls rein quotenmotivierte Investitionen in Grubenanlagen, die man Syndikatsschächte nannte.

## Beispiele für Quotenschächte und andere ‚Quotenbetriebe‘
- Kaliwerk Gewerkschaft Thüringen
- Kaliwerk Gewerkschaft Schwarzburg
- Kaliwerke Gewerkschaften Richard und Reichskrone
- Steinkohlen-Zeche Prinz Friedrich, Essen
- Steinkohlen-Schacht in Düren (Witten), 1902/03 abgeteuft, 1904 nicht in Betrieb genommen.

## Quotenkonkurrenz außerhalb von Wirtschaftskartellen
Auch in Internationalen Organisationen (die nach der Staatenkartelltheorie Kartelle sind) finden sich zahlreiche Beispiele für Quotenkonkurrenz. Je nachdem ob es sich um Belastungen oder Vorteile handelt, werden von den Mitgliedstaaten eher niedrige oder möglichst hohe Quoten angestrebt. Im Rahmen der Europäischen Union trifft man auf:
- Flüchtlingsquoten
- differenzierte Stimmenanteile (Stimmengewichtung) in den politischen Organen der EU
- Quoten für Fördermittel der EU
- länderindividuelle Anteile an der Finanzierung der EU

Über die EU hinaus sind verbreitet:
- Fischfangquoten
- Verschmutzungsrechte.